# 콜드 하트 (1997년 영화)
《콜드 하트》(영어: Cold Around the Heart)는 미국에서 제작된 존 리들리 감독의 1997년 범죄 스릴러 영화이다. 데이비드 커루소 등이 출연하였고, 댄 홀스테드 등이 제작에 참여하였다. 이 영화는 1997년 11월 7일 20세기 폭스에 의해 개봉되었다.

## 출연진
- 데이비드 커루소
- 켈리 린치
- 스테이시 대시
- 크리스 노스
- 존 스펜서
- 프루잇 테일러 빈스
- 리처드 카인드
- 커크 볼츠
- 마크 분 주니어

## 기타 제작진
- 배역: 메리 버뉴, 로니 예스컬
- 미술: 케라 린드스트럼
- 의상: 세라 제인 슬로트닉

## 우리말 녹음
MBC 성우진
- 양지운 - 네드 (데이비드 커루소)
- 김아영 - 주드 (켈리 린치)
- 김지영 - 베크 (스테이시 대시)
- 송준석 - T (크리스 노스)
- 이철용 - 조니 (프루잇 테일러 빈스)
- 김용식 - 마이크 (존 스펜서)
- 이상훈
- 최한
- 박신희
- 방성준
- 정재헌
- 조현정